# Franciszek Fiszer

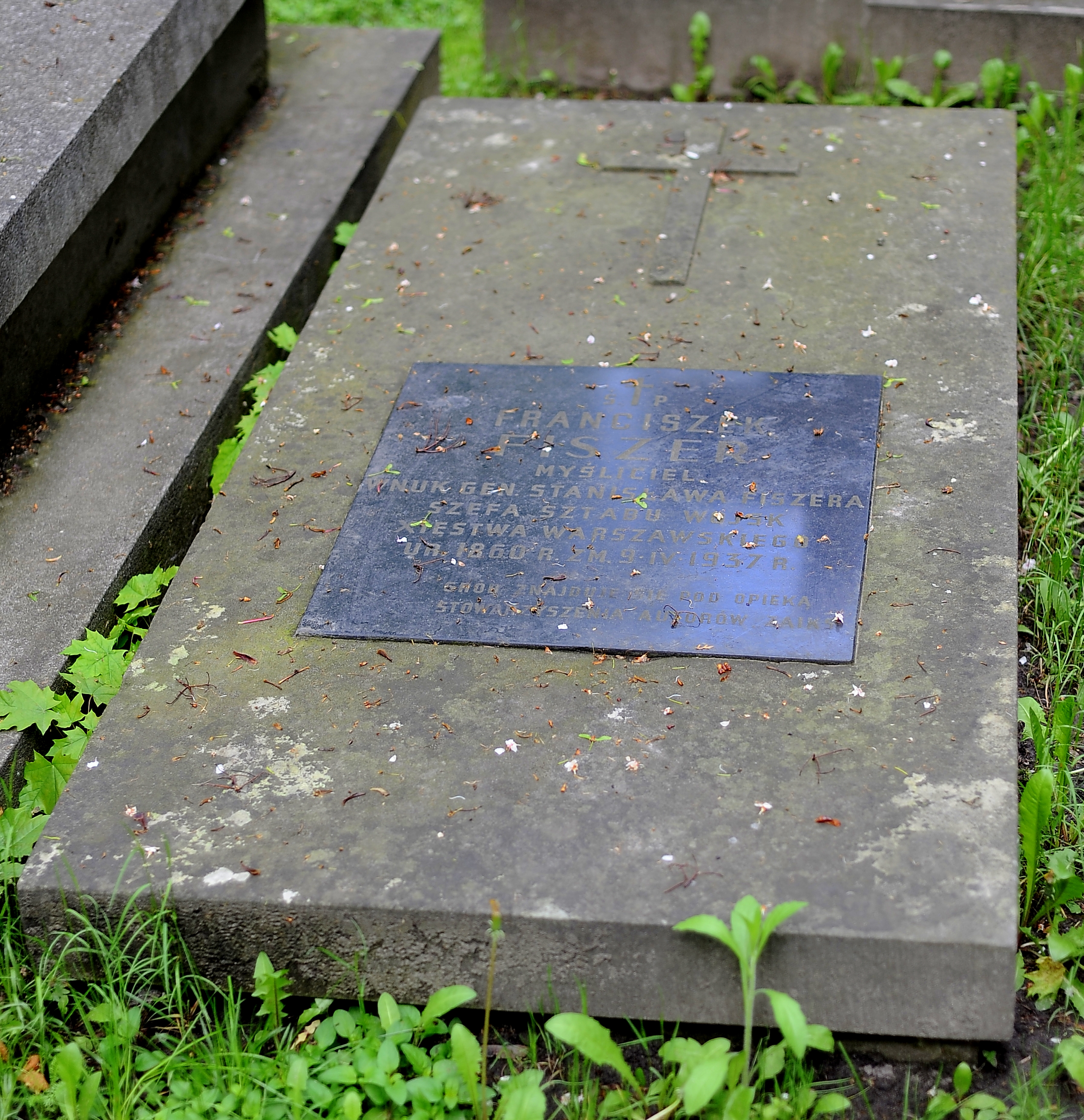
Grób Franciszka Fiszera na warszawskim Cmentarzu Wojskowym na Powązkach (z błędnym napisem "wnuk gen. Stanisława Fiszera / szefa sztabu wojsk / Xięstwa Warszawskiego")

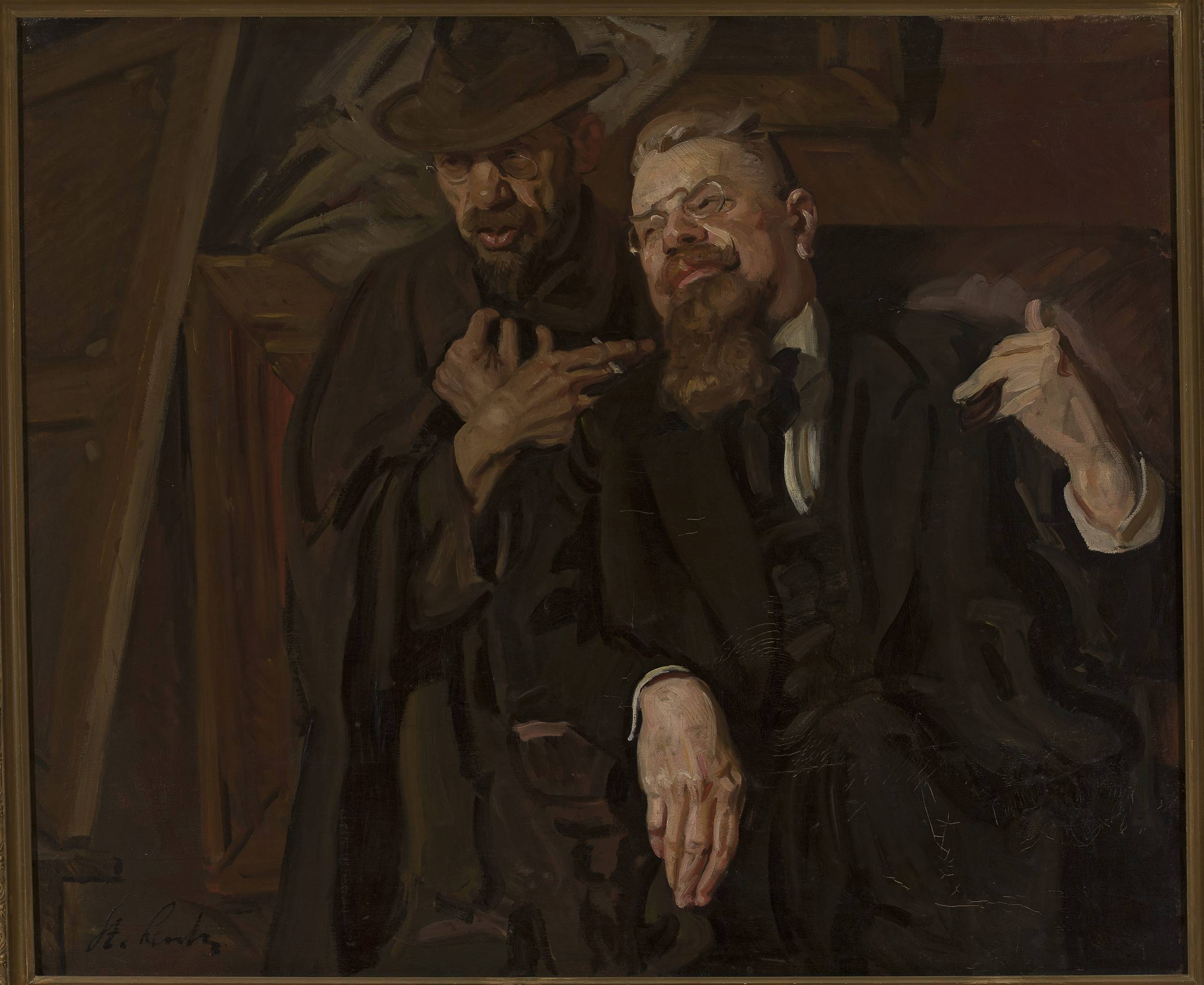
Feliks Jabłczyński i Franciszek Fiszer na obrazie Stanisława Lentza (ok. 1920 r.)

Franciszek Fiszer, również Franc Fiszer (ur. 25 marca 1860 w Ławach, zm. 9 kwietnia 1937) – polski filozof i erudyta. Przyjaźnił się z wieloma znanymi literatami, artystami  i filozofami. Został zapamiętany dzięki licznym anegdotom, powiedzeniom i żartom stworzonym przez niego i o nim. Uważa się, że Fiszer był pierwowzorem postaci Pana Kleksa.

## Życiorys
Urodził się 1860 roku w majątku Ławy koło Ostrołęki. Jego ojciec Józef Justyn (ur. 1821, pochodzący z dawnej niemieckiej szlachty, spolonizowanej już w XVIII w.) był synem Karola Jana Fiszera i bratankiem generała Stanisława Fiszera, natomiast matka Teresa z domu Glinka należała do polskiego ziemiaństwa (jej dziadkiem był senator Mikołaj Glinka). Miał jedną siostrę Michalinę, która wyszła za mąż za Ludwika Kurcyusza (ich synem był Tadeusz Kurcyusz, wojskowy, w okresie II wojny światowej Komendant Główny NSZ).
Niewiele wiadomo o jego dzieciństwie, poza tym, że urodził się, kiedy jego rodzice byli około 40. roku życia i wcześnie został osierocony. Według innych źródeł jego ojciec zmarł w 1883 roku. 
Edukację odbierał w Łomży i Warszawie, a następnie studiował filozofię w Lipsku, ale studiów nie ukończył.
W latach 80. XIX wieku przeniósł się do Warszawy, gdzie stał się bywalcem wielu warszawskich kawiarni i restauracji. Z czasem został znaną postacią życia towarzyskiego stolicy; był zaprzyjaźniony z większością najbardziej znanych polskich pisarzy, poetów, artystów i polityków. Znany był ze swoich egzystencjalnych monologów i anegdot. W okresie międzywojennym Fiszer stał się najbardziej znaną postacią warszawskiej śmietanki towarzyskiej, ozdobą niezliczonych balów i rautów.
Odziedziczona przez niego rodzinna posiadłość, folwark Ławy, zaniedbany, wkrótce został zlicytowany za długi. Nie zmieniło jednak to stylu życia Fiszera, restauratorzy chętnie go gościli, ponieważ był chodzącą reklamą ich lokali. Najczęściej był widywany w Udziałowej, Ziemiańskiej, IPS, Oazie, Astorii, u Simona, Wróbla, czy Bliklego.
Wśród najbliższych przyjaciół Fiszera byli Bolesław Leśmian (sądzi się, że to Fiszer stworzył jego pseudonim artystyczny), Stefan Żeromski, Władysław Reymont, Skamandryci: Antoni Słonimski i Julian Tuwim, Jan Lechoń, Tadeusz Hiż, Zenon Przesmycki, Artur Rubinstein oraz Antoni Lange. Chociaż Fiszer sam nie wydał żadnej książki, jego osoba pojawia się w niemal każdym ze wspomnień polskich artystów okresu międzywojennego.
11 kwietnia 1937 został pochowany na cmentarzu Wojskowym na Powązkach (kwatera A18-8-3).
W 1985 roku historie o Franciszku Fiszerze z różnych dzienników i wspomnień zostały zebrane przez Romana Lotha w książce Na rogu świata i nieskończoności.

## Film
W filmie pt. Leśmian (reż. Leszek Baron, 1990) rolę Franciszka Fiszera grał Bogusz Bilewski.